# Kramdjur

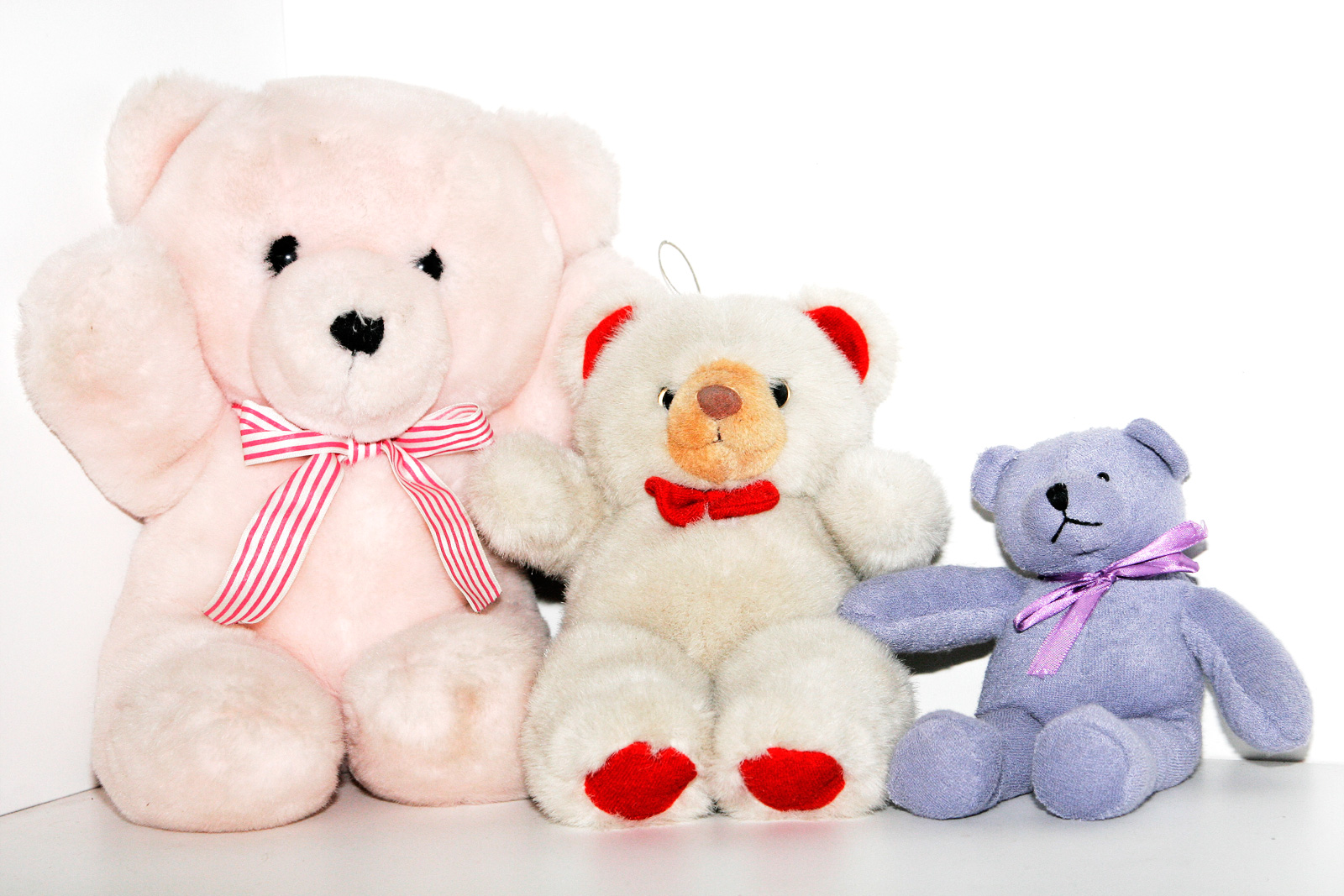
Teddybjörnar.

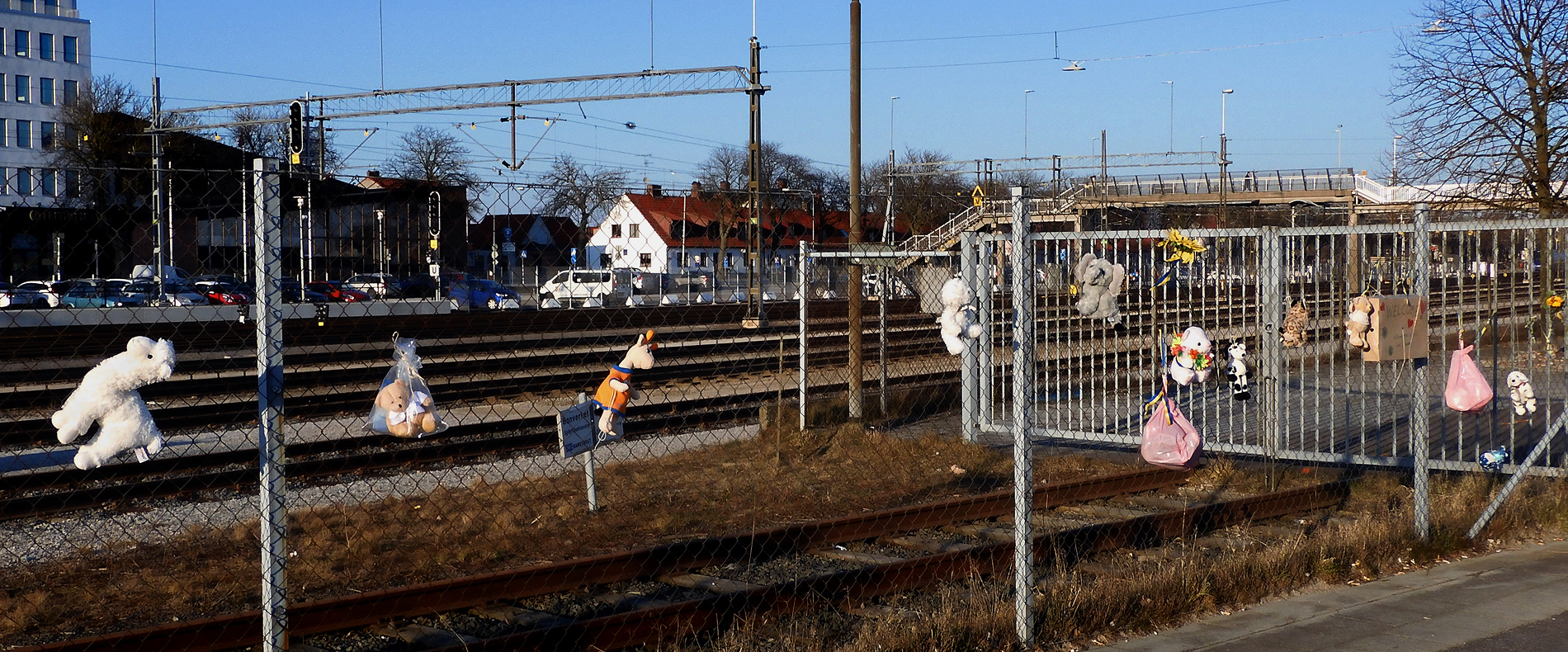
Kramdjur på ett stängsel i Ystad, avsedda för ukrainska barn som anlände till Ystad 2022.

Kramdjur, även kallat kuddjur, mjukdjur, mjukisdjur, tygdjur, gosdjur, gosedjur och snuttedjur, kallas ett stoppat djur av plysch eller annat tygmaterial, använt som leksak. Det vanligaste och troligen ursprungligaste kramdjuret är nallebjörnen.
Kramdjur kan ha nästan vilken form som helst. Ofta tillverkas kramdjur med förebild av olika djur i tecknade serier och TV-serier, till exempel Björne, Snobben, Babar och katten Gustaf; i andra fall har tvärtom ett kramdjur givit upphov till en TV-serie, såsom Monchhichi. Det finns även mer realistiskt sydda kramdjur, som liknar djur av den art de ska föreställa.
Både realistiskt sydda kramdjur, kramdjur inspirerade av tecknade serier och kramdjur som är stiliserade på olika sätt utan att ha en särskild seriefigur till förebild (till exempel traditionella nallebjörnar), är vanligen sydda på ett sådant sätt att de ska upplevas som gulliga för människor i allmänhet och barn i synnerhet.
Barn kan ha med sig kramdjuret i sängen och det kan av barnet ses som en vän som ger tröst. Ofta leker man också med kramdjur på ungefär samma sätt som med dockor. 
Europakommissionen har infört en standard, "EN 71–1:2011", som anger lagstadgat minimikrav beträffande utförandet av produkter såsom gosedjur/kramdjur. Standarden omfattar bland annat kemiskt innehåll i alla material och omfattar också testmetoder för att säkerställa att exempel kramdjurs ögon ej lossnar och då kan skada barn vid användning.